# دان دورمان
دان دورمان هو سياسي أمريكي، ولد في 16 أكتوبر 1962 في ألبرت ليا في الولايات المتحدة. نشط حزبياً في الحزب الجمهوري. وقد انتخب عضو مجلس نواب مينيسوتا ‏.